# Maltschik

Denkmal für „Maltschik“

Maltschik (russisch Мальчик, zu deutsch „Junge“, „Bursche“; * um 1996, † Ende Dezember 2001) war ein schwarz-gelber Mischlingsrüde, der mehrere Jahre lang in Moskau in der Nähe eines U-Bahnhofs lebte, bis er von einer geisteskranken Passantin getötet wurde. Der Fall erregte in der Moskauer Öffentlichkeit durch Zeitungspublikationen viel Aufsehen, was einige Jahre später dazu führte, dass dem Straßenhund ein Denkmal gesetzt wurde. Die stilisierte bronzene Skulptur von Maltschik steht seit 2007 in der Schalterhalle der U-Bahn-Station Mendelejewskaja, an der er gelebt hatte.

## Leben
Maltschik gehörte zu den mehreren zehntausend Straßenhunden, die auf den Straßen Moskaus und in öffentlichen Gebäuden wie U-Bahnhöfen leben. Er wurde als Welpe etwa 1996 der Stationsvorsteherin des U-Bahnhofs Mendelejewskaja von einem Besucher geschenkt. Von da an lebte er am Eingang des U-Bahnhofs, wobei er sich vorwiegend in der zum Bahnhof führenden Fußgängerunterführung sowie im Eingangsbereich der Station aufhielt. In den rund fünf Jahren seines Lebens dort wurde Maltschik ein Liebling der Anwohner, des U-Bahn-Personals und der Verkäuferinnen an angrenzenden Kiosken – er galt als ein überaus friedlicher und zugeneigter Hund, der von Menschen gerne Futter entgegennahm und sich streicheln ließ. Außerdem verteidigte er die Unterführung als sein Revier gegen andere wild lebende Hunde, was Händler und Anwohner ebenfalls zu schätzen wussten.

## Tod
Der Vorfall, der zum gewaltsamen Tod von Maltschik führte, wird von Augenzeugen wie folgt beschrieben: Am Sonntagabend kurz vor dem Jahreswechsel 2001/02 verließ Juliana Romanowa, ein 21-jähriges gescheitertes Fotomodell aus Pskow, mit ihrem Hund, einem Staffordshire Bullterrier, den U-Bahnhof in Richtung Straße. In der Unterführung wurde Romanowas Bullterrier von Maltschik angebellt. Anstatt weiterzugehen, ließ Romanowa ihren Hund – für alle Augenzeugen völlig unerwartet – offenbar in voller Absicht von der Leine los und hetzte ihn auf Maltschik. Während die beiden Hunde miteinander kämpften, zog Romanowa ein Küchenmesser aus ihrem Rucksack und fügte Maltschik vor den Augen zahlreicher Passanten sechs Stiche in den Brust-, Bauch-, Rücken- und Halsbereich zu. Als ein Kioskbesitzer versuchte, Romanowa und den Bullterrier von Maltschik abzubringen, bedrohte sie ihn ebenfalls mit dem Messer. Kurz darauf erlag Maltschik seinen Verletzungen.

## Folgen
Nachdem einige der Augenzeugen die U-Bahn-Polizei alarmiert hatten, wurde Romanowa vorläufig festgenommen und in der Wache verhört, später jedoch wegen minderer Schwere des Delikts zunächst freigelassen. Dies sorgte für Unmut bei Anliegern der U-Bahn-Station, die sich über den Verlust ihres Lieblings und die unerklärliche Aggressivität Romanowas bestürzt zeigten. 
Per Zufall erhielt eine in der Umgebung wohnende Journalistin der Tageszeitung Iswestija Kenntnis von dem Vorfall und veröffentlichte rund zwei Wochen später einen ausführlichen Bericht hierüber, der auch auf die bis dato unzureichenden Tierschutzbestimmungen in der russischen Gesetzgebung einging. 
Nach der Veröffentlichung dieses Artikels sorgte der Fall in der ganzen Stadt für Aufruhr; weitere Berichte folgten in den nachfolgenden Wochen. Journalistische Recherchen ergaben hierbei unter anderem, dass Juliana Romanowa offenbar schon früher herrenlose, aber auch eigene Hunde gequält hatte, indem sie sie vergiftete, mit Eisenstangen schlug, aus dem Fenster warf oder ihnen die Augen ausstach.
Nach einer ganzen Reihe von Berichten in der Iswestija stieß das Ereignis auf mehr öffentliche Resonanz als jeder vergleichbare Fall zuvor. Wenig später wurden gegen Romanowa, die zunächst praktisch ungestraft davongekommen zu sein schien, auf öffentlichen Druck hin Ermittlungen wegen Tierquälerei aufgenommen. Eine im Februar 2003 durchgeführte psychiatrische Untersuchung ergab, dass Romanowa zum Tatzeitpunkt an paranoider Schizophrenie gelitten habe und damit unzurechnungsfähig gewesen sei. Daraufhin wurde sie zur Zwangsbehandlung in eine psychiatrische Klinik in Pskow eingewiesen, aus der sie nach rund einem Jahr entlassen wurde.

## Das Denkmal
Die Berichterstattung im Fall Maltschik brachte eine öffentliche Debatte hinsichtlich der Verschärfung der russischen Tierschutzgesetze in Gang. In diesem Zusammenhang schlugen die im Fall Maltschik berichterstattende Iswestija-Journalistin Irina Osjornaja sowie einige sich für den Tierschutz einsetzende bekannte Künstler vor, in der Moskauer Metro ein Denkmal für Maltschik aufzustellen und damit auch ein Zeichen gegen die Missachtung elementarer Tierrechte zu setzen. 
Nachdem die Metro-Verwaltung zugestimmt hatte, wurde eine Paten-Initiative gegründet, um Spenden zur Erschaffung des Denkmals zu sammeln und Öffentlichkeitsarbeit zu leisten. Dieser Initiative gehörte eine Reihe bekannter Künstler und Kulturschaffender an, darunter die Autoren Bella Achmadulina, Andrei Bitow, Fasil Iskander, Jewgeni Jewtuschenko und Anatoli Kim, die Schauspieler Armen Dschigarchanjan, Ljubow Polischtschuk und Konstantin Raikin, die Rockmusiker Andrei Makarewitsch (Maschina Wremeni) und Juri Schewtschuk (DDT) sowie der Menschenrechtsaktivist Stanislaw Markelow.
Nachdem genügend Spendengelder zusammengekommen waren, wurde die Skulptur 2004 fertiggestellt, blieb jedoch zunächst in der Werkstatt stehen, bis man sich auf den endgültigen Standort geeinigt hatte. Die Mitglieder der Paten-Initiative hatten darauf bestanden, das Denkmal genau am Ort der Tötung Maltschiks aufzustellen, nämlich in der Unterführung am Eingang der Metrostation Mendelejewskaja. Dies wurde von der Metro-Verwaltung mit der Begründung abgelehnt, dass die Skulptur dort die Fahrgastströme im Berufsverkehr behindert hätte. Schließlich wählte man die unmittelbar an die Unterführung grenzende Schalterhalle des U-Bahnhofs als Standort. Am 17. Februar 2007 wurde das Denkmal in der Mitte der Halle feierlich enthüllt. Das Datum war symbolisch gewählt worden, da an diesem Tag nach dem chinesischen Kalender das Jahr des Hundes endete.
Die etwa einen halben Meter hohe Komposition besteht aus einem rechteckigen grau-grünen Serpentinit-Sockel, auf dem die aus Bronze gegossene Skulptur ruht. Diese stellt einen auf einem Tuch liegenden Hund dar, der sich mit seiner rechten Hinterpfote am Ohr kratzt, als würde er gerade Flöhe austreiben. Zusammen mit der abgemagerten Statur des dargestellten Hundes (was laut Zeugenaussagen allerdings nicht dem Original entspricht, da Maltschik in etwa so groß wie ein ausgewachsener Schäferhund gewesen sein soll) spielt dies auf die Verwahrlosung an, der Straßenhunde oft ausgesetzt sind. Kopf und Schnauze der Skulptur sind so ausgerichtet, dass der Hund den Betrachter ergeben und demütig von unten anschaut, womit sowohl die von Augenzeugen beschriebene Zugewandtheit Maltschiks als auch die allgemeine Hilflosigkeit der Haustiere gegenüber den Menschen (und die daraus resultierende Verantwortung letzterer im Umgang mit Tieren) zum Ausdruck gebracht werden.
Entlang drei Seiten des Sockels findet sich der folgende Schriftzug: „Mitgefühl. Dem humanen Umgang mit heimlosen Tieren gewidmet“. Außerdem sind in den Sockel die Namen der Autoren der Skulptur eingemeißelt: Der Bildhauer Alexander Zigal, der Maler Sergei Zigal und der Architekt Andrei Nalitsch; als Designer wirkte ferner dessen Sohn Pjotr Nalitsch mit, der später als Komponist und Popsänger bekannt wurde.
Inzwischen gilt das Denkmal für Maltschik als ein Wahrzeichen des U-Bahnhofs Mendelejewskaja und ist eine Besucherattraktion.